# Esteban Pedrol
Esteban Pedrol (Tortosa, 21 ottobre 1906 – Vilassar de Mar, 3 settembre 1976) è stato un calciatore e scacchista spagnolo. Ha giocato come centrocampista e ala sinistra al Barcelona, ha fatto parte della squadra che ha vinto la prima edizione del campionato spagnolo. È stato anche allenatore e presidente del sindacato dei calciatori professionisti. Successivamente si distinse come giocatore di scacchi.

## Carriera

### Calcio
Dopo aver iniziato la sua carriera al CD América e aver trascorso due anni al Terrassa FC, nel 1926 passò all'FC Barcelona . Il 3 aprile 1927, durante una partita di Copa del Rey contro il Valencia CF, subì una frattura della tibia destra, che lo tenne lontano dal campo di gioco per quasi un anno.
Giocò titolare nel Barça che vinse la prima edizione del campionato spagnolo nel 1929 . Il loro debutto nella massima serie avvenne il 30 maggio 1929, vincendo 1-0 contro il Real Sociedad di San Sebastián . Negli anni successivi, l'FC Barcelona vinse diversi campionati regionali, ma non raggiunse il successo a livello nazionale, ottenendo solo un secondo posto in campionato e due in Coppa. Pedrol fu titolare nella finale di Coppa del 1932, che i Blaugrana persero contro l'Athletic Club 1-0. Nello stesso anno ebbe anche il ruolo di assistente dell'allenatore, che era Jack Greenwell.
Lo scoppio della Guerra Civile Spagnola portò alla sospensione delle competizioni nazionali. Si giocò comunque la Lega Mediterranea, competizione in stile campionato riservata ai club della facenti parte della Spagna repubblicana, che vide vincitore i blaugrana. In questo periodo Pedrol fu eletto presidente della prima unione spagnola dei calciatori professionisti, finché nel 1937 approfittò di una tournè in america dell'FC Barcelona per fuggire in Messico, come fece la maggior parte dei suoi compagni di squadra del Barcellona.
Dopo la guerra tornò in Spagna, anche se dovette affrontare una sanzione di un anno, imposta dal nuovo regime, prima di tornare a giocare con l'FC Barcelona nella stagione 1940/41. È stata la sua ultima stagione attiva da calciatore, con una sola presenza simbolica.
Nella sua carriera totale ha giocato 225 partite con la maglia del Barça, segnando 33 gol. Dopo aver appeso gli scarpini al chiodo, ricoprì il ruolo di allenatore, dirigendo il CD San Andrés nella stagione 1941/42.

### Scacchi
Successivamente si distinse come giocatore di scacchi, soprattutto nel Club Scacchistico Ruy López-Tívoli di Barcellona, con il quale fu più volte finalista nei campionati a squadre catalano e spagnolo. Fece parte della squadra spagnola nello storico Match Radial tra Argentina e Spagna nel 1946.

### Nazionale
Pedrol indossò la maglia della nazionale spagnola, il 5 maggio 1935, giocando nel secondo tempo di un'amichevole contro il Portogallo (3-3).
Ha giocato anche quattro partite con la squadra catalana, nelle quali ha segnato due gol.

## Palmarès

### Competizioni regionali
- Campionato Catalano di Calcio: 7

Barcellona: 1927,1928,1930,1931,1932,1935,1936

### Competizioni nazionali
- Coppa di Spagna: 1

Barcellona: 1928
- Campionato spagnolo: 1

Barcellona: 1929
- Lega Mediterranea: 1

Barcellona: 1937